# 丹伯里 (內布拉斯加州)
丹伯里（英語：Danbury）是位於美國內布拉斯加州雷德威洛縣的村。

## 人口
根據2020年美國人口普查的數據，丹伯里的面積為0.84平方千米，皆為陸地。當地共有人口80人，而人口密度為每平方千米95人。